# Stop lista
Stop-lista – lista, która zawiera zastrzeżone numery kart płatniczych. Ze względu na zbyt dużą ilość danych stop-listy zostały podzielone na regiony. Oznacza to, że karta zastrzeżona w Kanadzie może być aktywna w Europie. Regiony stop-listy nie mają jednak znaczenia w przypadku autoryzacji on-line.
Stop-listy występują zarówno w postaci elektronicznej (POS, centrum autoryzacyjne (ang. Acquirer)) jak i papierowej. W Europie wersje papierowe są praktycznie niespotykane.

## Regiony zastrzeżeń
| Region | Nazwa |
| ------ | --- |
| 0      | karta wprowadzona do MasterCard Authorization File                                                                                               |
| 0+     | karta wprowadzona do MasterCard Authorization File + ESL w Europie                                                                               |
| 1      | USA (Electronic Warning Bulletin) |
| 1+     | USA (Electronic Warning Bulletin) + ESL w Europie                                                                                                |
| A      | Azja i Pacyfik |
| A      | Kanada |
| A+     | Kanada + ESL w Europie |
| B      | Bliski Wschód, Afryka |
| B      | Karaiby, Ameryka Łacińska |
| B+     | Karaiby, Ameryka Łacińska + ESL w Europie |
| C      | Azja i Pacyfik |
| C+     | Azja i Pacyfik + ESL w Europie |
| D      | Europa |
| D+     | Europa + ESL w Europie |
| E      | Europa + Kraje CEMEA nie ujęte w regionie B |
| E      | Afryka, Bliski Wschód |
| E+     | Afryka, Bliski Wschód + ESL w Europie |
| F      | Ameryka Łacińska |
| X      | U.S. Region 0 - Not listed in any printed form except for the Exception File                                                                     |
| X1     | U.S. Region 1 - Kalifornia, Hawaje, Nevada |
| X2     | U.S. Region 2 - Alaska, Arizona, Idaho, Oregon, Utah, Waszyngton                                                                                 |
| X3     | U.S. Region 3 - Kolorado, Iowa, Kansas, Minnesota, Montana, Nebraska, Nowy Meksyk, Dakota Północna, Dakota Południowa, Wyoming                   |
| X4     | U.S. Region 4 - Oklahoma, Teksas |
| X5     | U.S. Region 5 - Illinois, Indiana, Kentucky, Michigan, Missouri, Ohio, Wirginia Zachodnia, Wisconsin                                             |
| X6     | U.S. Region 6 - Alabama, Arkansas, Luizjana, Maryland, Missisipi, Karolina Północna, Karolina Południowa, Tennessee, Wirginia, Dystrykt Kolumbii |
| X7     | U.S. Region 7 - Connecticut, Maine, Massachusetts, New Hampshire, Rhode Island, Vermont                                                          |
| X8     | U.S. Region 8 - Delaware, New Jersey, Nowy Jork, Pensylwania                                                                                     |
| X9     | U.S. Region 9 - Floryda, Georgia |
| Y      | Wszystkie regiony poza USA |
| Z      | Wszystkie regiony CRB |